# میمون نقره‌ای
میمون نقره‌ای یا میمون دم‌دراز نقره‌ای (نام علمی: Cercopithecus doggetti) نام یک گونه از زیرخانواده دم‌درازیان است.
میمون نقره‌ای (Cercopithecus mitis doggetti) زیرگونه‌ای از میمون آبی (Cercopithecus mitis) است. این جانور از میمون‌های دنیای قدیم به‌شمار می‌رود و عمدتاً در آفریقای شرقی یافت می‌شود. محدودهٔ پراکندگی آن شامل کشورهای بوروندی، تانزانیا، رواندا، اوگاندا و جمهوری دموکراتیک کنگو است. این جانور پیش‌تر به‌عنوان یک گونهٔ مستقل شناخته می‌شد.

## ویژگی‌ها
میمون دم‌دراز نقره‌ای شباهت زیادی به میمون دم‌دراز دیادمی دارد، اما از طریق خز پشتی نقره‌ای-خاکستری‌رنگش قابل تشخیص است. بقیهٔ پوشش بدنش عمدتاً آبی-خاکستری است. بالای سر، پشت گردن و یک‌سوم انتهایی دم آن سیاه‌رنگ است. موهایش در پایه خاکستری هستند و سپس به‌صورت متناوب بین پنج تا نه‌بار به رنگ‌های زرد و سیاه درمی‌آیند. اندازه‌گیری بدن تاکنون تنها از یک مادهٔ بالغ انجام شده‌است. این حیوان طول سر تا تنه‌ای برابر با ۴۸٫۷ سانتی‌متر و دمی به طول ۶۵٫۵ سانتی‌متر داشته‌است.

## شیوهٔ زندگی
تا کنون پژوهش اندکی بر روی میمون دم‌دراز نقره‌ای انجام شده‌است. این جانوران درخت‌زی و روزگرد هستند و در جنگل‌های اولیه، ثانویه و کوهستانی (تا ارتفاع ۲۷۰۰ متری) زندگی می‌کنند. گروه‌های آن‌ها معمولاً شامل یک نر با چند ماده یا چند نر و چند ماده به‌همراه نوزادان هستند. اندازهٔ گروه‌ها از ۱۵ تا بیش از ۶۰ جانور متغیر است. در جنگل نیونگووه (Nyungwe)، قلمروهایی که این گروه‌ها در آن زندگی می‌کردند حدود ۲۵ هکتار وسعت داشتند. بیش از ۵۰٪ رژیم غذایی آن‌ها را میوه‌ها تشکیل می‌دهد و همچنین مقدار زیادی حشره مصرف می‌کنند. برگ‌ها، دانه‌ها، گل‌ها، قارچ‌ها، شیرهٔ درختان، خزه‌ها و گلسنگ‌ها سایر اجزای رژیم غذایی آن‌ها را تشکیل می‌دهند. حیواناتی که در مناطق باتلاقی یا جنگل‌های گالریایی زندگی می‌کنند، ساقه‌های نرم گیاه پاپیروس را نیز می‌خورند. از جمله حشراتی که خورده می‌شوند می‌توان به موریانه‌ها، ملخ‌ها، مورچه‌ها، لاروهای سوسک که در چوب پوسیده یافت می‌شوند و زنجره‌ها اشاره کرد.

## رده‌بندی
میمون دم‌دراز نقره‌ای یکی از بیش از ۲۰ زیرگونهٔ میمون دم‌دراز دیادمی (Cercopithecus mitis) به‌شمار می‌رود. کالین گرووز، نخستی‌شناس بریتانیایی-استرالیایی، در سال ۲۰۰۱ آن را به رتبهٔ گونه‌ای مستقل ارتقاء داد، که این دیدگاه در جلد مربوط به نخستی‌سانان از کتاب Handbook of the Mammals of the World پذیرفته شد، اما در دیگر منابع علمی و سامانه‌شناختی مورد پذیرش قرار نگرفت. بنا بر پژوهش زینر و همکارانش، میمون دم‌دراز نقره‌ای به‌همراه میمون دم‌دراز طلایی (C. m. kandti) و دیگر زیرگونه‌ها یک تبار (کلاد) از میمون دم‌دراز دیادمی را در شرق جمهوری دموکراتیک کنگو و ناحیهٔ دریاچه‌های بزرگ آفریقا تشکیل می‌دهند. میمون دم‌دراز نقره‌ای در جنگل بارانی بویندی با زیرگونهٔ C. m. stuhlmanni و در پارک ملی گومبه استریم با میمون دم‌دراز دم‌سرخ (C. ascanius) تلاقی ژنتیکی (دورگه‌زایی) دارد. همچنین، تلاقی‌هایی با میمون دم‌دراز دنت (C. denti) و در پارک ملی گوریل مگاهینگا با میمون دم‌دراز طلایی ثبت شده‌است.
نام زیرگونه به افتخار گردآورندهٔ حیوانات، والتر گریم‌وود داگت (۱۸۷۶–۱۹۰۵) انتخاب شده‌است.

## تهدید و بقا
از آن‌جا که میمون دم‌دراز نقره‌ای در شماری از مناطق حفاظت‌شده از جمله جنگل نیونگووه در جنوب‌غرب رواندا، پارک ملی گومبه استریم در تانزانیا و پارک ملی غیرقابل‌نفوذ بویندی و پارک ملی گوریل مگاهینگا در اوگاندا یافت می‌شود، اتحادیهٔ بین‌المللی حفاظت از طبیعت (IUCN) این جانور را در فهرست گونه‌های «کم‌نگرانی» (غیر در معرض تهدید) طبقه‌بندی کرده‌است.